# إدموند كوينسي
إدموند كوينسي (بالإنجليزية: Edmund Quincy)‏ هو سياسي أمريكي، ولد في 1627، وتوفي في 1698.